# Chiesa dei Santi Pietro e Paolo (Gessate)
La chiesa dei Santi Pietro e Paolo è la parrocchiale di Gessate, in città metropolitana ed arcidiocesi di Milano; fa parte del decanato di Melzo.

## Storia
La prima citazione di una chiesetta a Gessate, dedicata solo a San Pietro, è contenuta nel Liber Notitiae Sanctorum Mediolani, redatto da Goffredo da Bussero nel Basso Medioevo; una seconda menzione si ritrova della Notitia Cleri del 1398, in cui si legge che questa cappella dipendeva dalla pieve dei Santi Gervasio e Protasio di Gorgonzola.
Grazie alla Nota parrocchie Stato di Milano, compilata nel 1781, si conosce che all'epoca i parrocchiani erano 1101, saliti a 1252 nel 1788; in quell'anno risultava che la chiesa di San Pietro aveva come filiali gli oratori di San Pancrazio e di Maria Vergine Addolorata in località Pirrogalla.
Nel 1897 l'arcivescovo Andrea Carlo Ferrari, compiendo la sua visita pastorale, annotò che il reddito era pari a 358 lire e che nella chiesa di San Pietro aveva sede la confraternita del Santissimo Sacramento.
Alcuni anni dopo, nel 1912 si decise di costruire una nuova chiesa; così, il progetto fu affidato all'ingegner Antonio Roncoroni e il terreno venne ceduto dai fratelli Ronchetti.

La prima pietra della nuova parrocchiale fu posta il 30 giugno 1913 dal cardinale Andrea Carlo Ferrari; in tre anni i lavori terminarono e la consacrazione venne impartita 30 aprile 1916.

## Descrizione

### Facciata
La facciata a salienti della chiesa è scandita da quattro lesene e presenta al centro il portale maggiore strombato e ai lati i due ingressi secondari, mentre sopra si aprono tre rosoni.
Annesso alla parrocchiale è il campanile a base quadrata, abbellito da paraste angolari; la cella presenta su ogni lato una monofora ed è coronata dalla guglia piramidale.

### Interno
L'interno dell'edificio è suddiviso da grossi pilastri sorreggenti archi a tutto sesto in tre navate, la centrale delle quali coperta da volte a crociera; al termine dell'aula si sviluppa il presbiterio, chiuso dall'abside semicircolare.
Qui sono conservate diverse opere di pregio, tra le quali la tela ritraete la Pentecoste e la discesa dello Spirito Santo sugli Apostoli e Maria, eseguita da Antonio Campi nel 1580, la pala che rappresenta l'Incredulità di San Tommaso, dipinta nel 1567 da Bernardino Campi, e gli affreschi raffiguranti San Pietro che riceve le chiavi e la Conversione di San Paolo, realizzati da Giovanni Battista Rivetta.